# Vũ Tuấn Anh
Vũ Tuấn Anh (ur. 2002) – wietnamski zapaśnik walczący w stylu klasycznym. Srebrny medalista mistrzostw Azji Południowo-Wschodniej w 2022 roku.